# 佛鐘
佛鐘，又稱梵鐘，是設置於漢傳佛教寺院中的一種法器，是東亞傳統鐘的一類，以撞木敲響。通常設於鐘樓內，除作為法器外，平時也用作報時之用。